# سرودخوان کوتوله
سرودخوان کوتوله(نام علمی: Vireo nelsoni) نام یک گونه از سرده سرودخوان است.